# Röhrig Géza
Röhrig Géza (Budapest, 1967. május 11. –) Kossuth-díjas magyar színész, író, költő, énekes.
Legismertebb alakítása az Oscar-díjas Saul fia címszerepe.

## Életpályája
Röhrig Géza megszületése után édesanyja elhagyta a családját, ezért édesapja nevelte őt, aki azonban négy évvel később elhunyt, így a kisfiú állami intézetbe került. Tizenkét éves korától nevelőszülőkhöz, a Rosenthal családhoz került. Az 1980-as években underground zenészként a betiltott Huckleberry (néha Huckrebelly) punkegyüttes alapítója és frontembere volt. Az ELTE Bölcsészettudományi Kar, magyar–lengyel szakra járt és fél évig Varsóban is tanult. Amikor hazajött, abbahagyta az egyetemet és Madaras József Eszmélet című ötrészes filmjében ő játszotta József Attila szerepét. Felvették a Színház- és Filmművészeti Főiskolára, ahol filmrendezőként végzett Szabó István osztályában 1993-ban. Röhrig rendezte a Kispál és a Borz zenekar Ágy, asztal, TV című dalának videóklipjét.
Izraelben ismerkedett meg első feleségével, akitől később elvált, de az Amerikai Egyesült Államokba vele együtt költözött ki. 2000-től New Yorkban Bronxban él, ahol a Jewish Theological Seminaryn diplomázott bibliaoktatóként. A haszidizmus követője, dolgozott már óvodában mint nevelő pedagógus és hitoktatóként is.
Ne ijedjünk meg …, ha nem értjük a Írást egészen. A Szentírás nem súlyfölösleg, a Szentírás térkép. Nem kell benne mindenhol járnunk. Ám ahhoz, hogy az utat el ne vétsük, mindig az egészet magunkkal kell vinnünk.
Másodszor is megnősült. Négy gyereke született, kettő még az első házasságából. Családja jövedelmének biztosítása érdekében egy zsidó temetkezési egyletben ügyintézői (washes bodies before burial) feladatokat is ellát.
Számos verseskötete jelent meg magyarul. Ő a főszereplője Nemes Jeles László filmrendező Saul fia című játékfilmjének, amely a 2015-ös cannes-i fesztiválon a Zsűri Nagydíját kapta és 2016-ban elnyerte a legjobb idegen nyelvű film díját a 88. Oscar-gálán.

## Kötetei
- Hamvasztókönyv (Múlt és Jövő, 1995) németül: Aschenbuch (Fiebig, 1999)
- Fogság (Széphalom, 1997)
- A Rebbe tollatépett papagája – képzelt haszid történetek (Múlt és Jövő, 1999)
- Éj (Széphalom, 1999)
- Sziget (Széphalom, 2000)
- Törvény (Múlt és Jövő, 2006)
- Honvágy (Múlt és Jövő, 2010)
- Az ember aki a cipőjében hordta a gyökereit; Magvető, Bp., 2016 (Időmérték)
- Angyalvakond (Fedél Nélkül, 2018)
- Semmike-dalok (Jelenkor Kiadó, 2025)

## Filmjei
- Eszmélet (1989) színész (József Attlia)
- Armelle (1993) színész (Piotr)
- Saul fia (2015) színész (Saul)
- To Dust [Porrá] (2018) színész (Shmuel)
- The Chaperone (2018) színész (Joseph)
- Muse (2019) színész (Luca)
- Bad Art (2019) színész (Gene)
- Ellenállás (2020) színész (Georges)
- Undergods (2020) színész (Z)
- Zero at the Bone /Rövidfilm/ (2023) színész (Malachi)
- Five and a Half Love Stories in an Apartment in Vilnius, Lithuania (2023) színész (Philip)
- After: Poetry Destroys Silence (2024) színész (Self)
- Fog of War (2025) színész (Viktor)

## Díjai
- Legjobb férfi főszereplő – Magyar Filmkritikusok Díja (2016)
- Kossuth-díj (2016)